# Eric Ineke

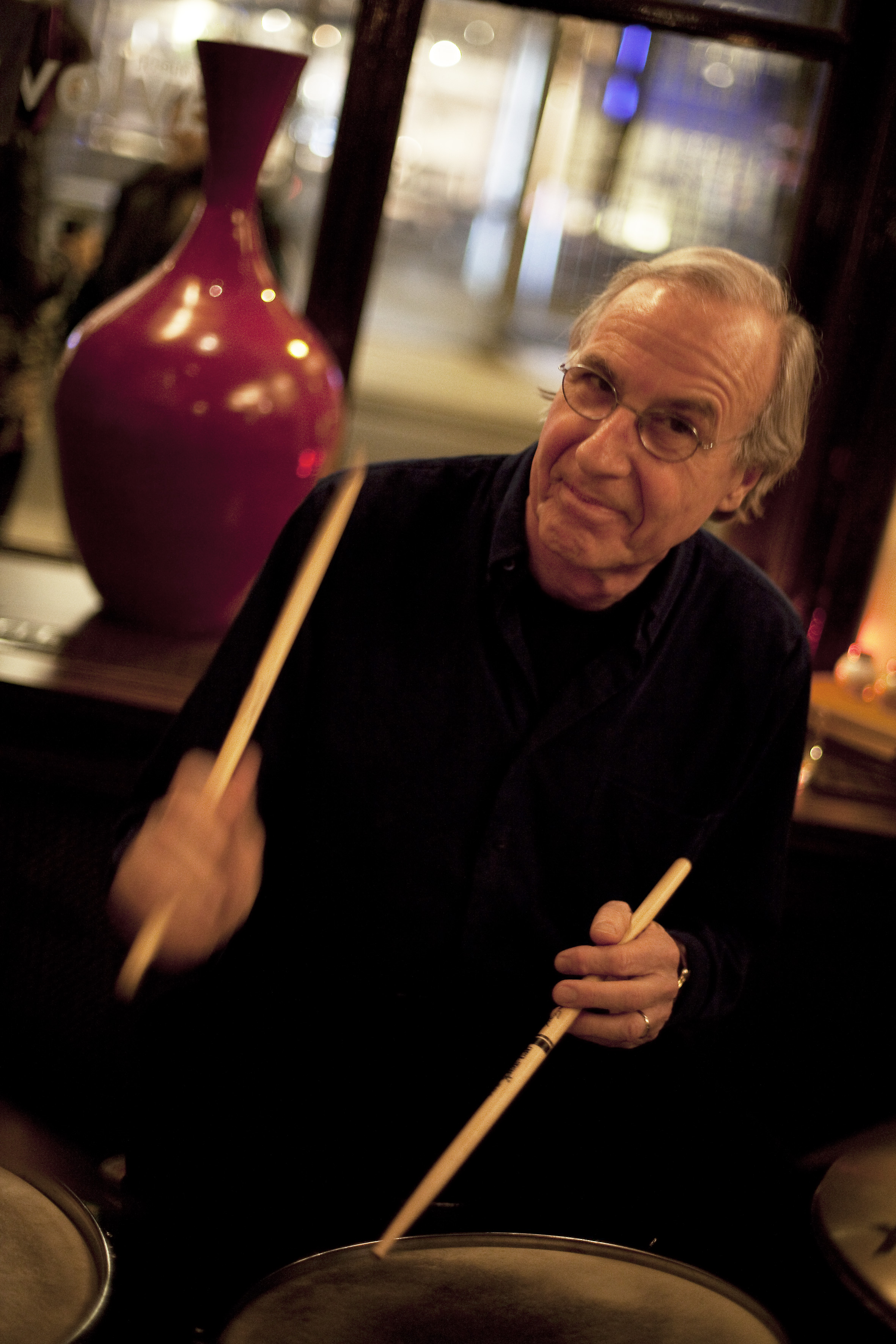
Eric Ineke (Foto: Marc Heeman)

Eric Alexander Ineke (* 1. April 1947 in Haarlem) ist ein niederländischer Schlagzeuger des Modern Jazz.

## Leben und Wirken
Ineke ist am Schlagzeug hauptsächlich Autodidakt, hatte aber einige Stunden bei Jan de Gelder und John Engels. Ab 1965 trat er mit Henny Vonk und Ferdinand Povel, dann auch mit Rein de Graaff, Rob Madna, Piet Noordijk, Pim und Ruud Jacobs, Wim Overgaauw und Frans Elsen auf. Zwischen 1971 und 1989 war er Mitglied des Rein de Graaff/Dick Vennik Quartet und der Bands von Rob Agerbeek. Mit dem Trio von de Graaff (zu dem zeitweise Koos Serierse gehörte) begleitete er Solisten wie Dexter Gordon, Dizzy Gillespie, Johnny Griffin, George Coleman, Al Cohn, Carmell Jones oder Lee Konitz in Europa und trat auch auf zahlreichen internationalen Festivals auf. Auch war er mit Charles Loos und John Ruocco unterwegs und begleitete Jimmy Raney. Seit 1984 gehört er zum Dutch Jazz Orchestra unter der Leitung von Jerry van Rooyen bzw. John Ruocco. Seit den frühen 1990er Jahren bildete er zunächst ein Trio mit Wolfert Brederode und Gulli Gudmundsson, aus dem sich das Wolfert Brederode/Eric Ineke Quintet entwickelte. Seit 1999 spielte er auch in der Band Nimbus. 2011 trat Ineke mit seinem Quintett im American Jazz Museum in Kansas City mit Deborah Brown auf.
Ineke gehört zum Lehrkörper des Koninklijk Conservatorium Den Haag. 2012 erschien sein Buch The Ultimate Sideman. Er ist auch auf Alben von Barry Harris, Don Friedman, Ronnie Cuber, Dave Pike/Charles McPherson, Sam Most oder Ben Webster zu hören.
Er ist mit der Flötistin Marjo Emmery verheiratet.

## Diskographische Hinweise
The Eric Ineke JazzXpress
- Flames’n’Fire, 2006, Daybreak/Challenge
- For The Love Of Ivie – with Deborah Brown, 2007, Daybreak/Challenge
- Xpressions In Time, 2008, Daybreak/Challenge
- JazzXL, Blues, Ballads and Other Bright Moments, 2009, Daybreak/Challenge

The Wolfert Brederode/Eric Ineke Quintet
- Trinity, 1999, A-Records/Challenge
- Pictures of You, 2001, A-Records/Challenge

Nimbus
- Far Enough (1999)
- feat. David Liebman: Festina Lente (2001)

weitere Alben
- Pinheiro, Ineke, Cavalli: Turn Out The Stars (2021, mit Ricardo Pinheiro, Massimo Cavalli)
- Pekka Pylkkänen & Eric Ineke: Nordic Bop (Challenge 2022, mit Mikael Jacobson, Heikko Remmel)[3]